# Борис Подольський
Борис Якович Подольський (нар. 29 червня 1896, Таганрог, Російська імперія — пом. 28 листопада 1966, Цинциннаті, США) — американський фізик-теоретик, співавтор парадоксу Ейнштейна — Подольського — Розена.

## Біографія
Народився 29 червня (за новим стилем) 1896 року в Таганрозі, в сім'ї Якова Веніаміновича Подольського і Єлизавети Парнах. Навчався в Таганрозькій чоловічій класичній гімназії. Видатні математичні здібності проявилися ще в гімназичному віці. Навчаючись у 6-му класі гімназії, займався репетиторством з восьмикласниками.
Емігрував до США в 1913 році. У 1918 році закінчив бакалаврат університету Південної Каліфорнії за спеціальністю інженер-електрик, після чого служив в армії США і працював у лос-анджелеському бюро, займався освітленням та електропостачанням міста. У 1926 році закінчив магістратуру в університеті Південної Каліфорнії з математики, а в 1928 році захистив дисертацію доктора філософії у Калтеху під керівництвом Пауля Епштейна.
Після захисту дисертації працював по одному року в Каліфорнійському університеті в Берклі (1928—1929) та в Лейпцизькому університеті (1929—1930). У 1930 році повернувся в Калтех і протягом року працював з Річардом Толменом. У 1931—1933 роках працював у Харкові (Український фізико-технічний інститут), в 1933—1935 роках в Прінстоні в Інституті перспективних досліджень. У 1935 році Борис Подольський обійняв посаду професора математичної фізики в Університеті Цинциннаті, Огайо. У 1961 році перейшов до Університету Ксав'єра в тому ж Цинциннаті, де й працював до своєї смерті в 1966 році.
Галузь наукових інтересів — квантова електродинаміка, квантова механіка, магнітна гідродинаміка, прикладна математика, біофізика.
На початку 1930-х років співпрацював з Левом Ландау і Володимиром Фоком, працюючи в Харкові за контрактом в Українському фізико-технічному інституті. Також в УФТІ на контрактній основі були запрошені нобелівський лауреат 1933 року Поль Дірак та Пауль Еренфест.
Спільно з Володимиром Фоком і Полем Діраком у 1932 році розвинув багаточасовий формалізм і побудував релятивістськи інваріантну форму квантової електродинаміки. Досліджував роль сталої тонкої структури.
У 1935 році Альберт Ейнштейн разом з Борисом Подольським та Натаном Розеном опублікували статтю «Чи можна вважати, що квантово-механічний опис фізичної реальності є повним?» «Can Quantum-Mechanical Description of Physical Reality Be Considered Complete?»). Довгі дискусії Ейнштейна зі своїм асистентом Натаном Розеном і колегою Борисом Подольським лягли в основу статті, фактично написаної Подільським, яка була опублікована в американському науковому журналі Physical Review за підписами всіх трьох. Вперше розглянутий у цій статті квантовомеханічний уявний експеримент, який пізніше отримав назву «парадокс ЕПР» (за прізвищами авторів), мав принципове значення для розуміння та інтерпретації квантової механіки.
Автор монографії «Fundamentals of electrodynamics» (спільно з Kaiser S. Kunz, 1969).

## Звинувачення в шпигунстві
У 2009 році Джон Ерл Хейнс, Харві Клер і Олександр Васильєв у своїй книзі «Шпигуни: підйом і падіння КДБ в Америці» назвали Подольського добровільним інформатором розвідки СРСР. На думку авторів, на початку 1942 року Подольський за своєю ініціативою вийшов на контакт з радянським полпредством у США і рекомендував СРСР розпочати роботу з виділення урану-235, а також заявив, що хотів би поїхати до СРСР «для розробки проблеми урану-235». У квітні 1942 року він зустрічався в будівлі «Амторга» в Нью-Йорку з співробітниками резидентури С. М. Семеновим і В. С. Правдиным. Радянські розвідувальні органи дали інформатору псевдонім «Квант». Радянське керівництво вирішило, що викликати Подольського до СРСР немає необхідності, хоча і висловив зацікавленість у його переході з Університету Цинциннаті в будь-яку організацію США, безпосередньо включену до ядерного проєкту.
На травень 1943 року Подольський був єдиним джерелом нью-йоркської резидентури радянської розвідки щодо уранової проблеми. З шифротелеграм радянського посольства, розшифрованих у проєкті «Венона», можна зробити висновок, що «Квант» 14 червня 1943 року прийшов до радянське полпредство в Вашингтоні і передав його працівникам (Андрію Громико, Семену Семенову тощо) відомості, які він, ймовірно, зібрав зі своїх контактів у науковому співтоваристві: рівняння, що описують дистиляційний метод розділення ізотопів, який в принципі може застосовуватися для відділення «бомбового» від небажаного U-238 (хоча на практиці зазвичай використовуються інші методи). На відміну від більшості інших, що діяли в США інформаторів радянської розвідки, які працювали на неї лише з ідеологічних міркувань, Подольський передав зазначену інформацію за гроші (300 доларів США). 22 листопада 1943 року Центр повідомляв нью-йоркській резидентурі: «„Квант“ не здається надійним. Єдиний метод впливу — гроші». Про роботу Подольського в ядерному проекті США, як і про його подальші зв'язки з радянською розвідкою, інформації немає.

## Борис Подольський в масовій культурі
- Борис Подільський, нарівні з Ейнштейном, Розеном і Геделем, став одним з героїв американського фільму «Коефіцієнт інтелекту» (1994). Роль Бориса Подольського у фільмі виконав актор Жене Сакс.

## Родина
- Дружина — Перл Подольська (англ. Pearl K. Podolsky, 1907—?).
  - Син — Роберт Подольський (англ. Robert Earl Podolsky, нар. 1937)[16].
- Брат Веніамін Якович Подольський, сестри — Софія Яківна Подольська та Поліна Яківна Лебедєва (1915—1974).
- Сестра — Євгенія Яківна Подольська, лікар-онколог, авторка монографії «Рентгенодіагностика первинного раку легені» (1962).
  - Племінник — Олександр Олександрович Нейфах, радянський біохімік, доктор біологічних наук, професор.